# اولویاتیر (نیزیپ)
اولویاتیر (به ترکی استانبولی: Uluyatır، به ارمنی: Միզար) یک منطقهٔ مسکونی در ترکیه است که در نیزیپ واقع شده‌است. اولویاتیر ۲٬۳۶۴ نفر جمعیت دارد و ۵۶۰ متر بالاتر از سطح دریا واقع شده‌است.